# اندیس دروازه
دروازه یک اندیس فلزی است که در حوالی شهر نیریز استان کرمان قرار دارد و مادهٔ معدنی موجود در آن، کرومیت است.  